# Rafitamnus
Rafitamnus (Rhaphithamnus Miers) – rodzaj roślin należących do rodziny werbenowatych (Verbenaceae). Obejmuje dwa gatunki. Rhaphithamnus spinosus występuje w Chile i południowo-zachodniej Argentynie, a Rhaphithamnus venustus jest endemitem archipelagu Juan Fernández. Są to rośliny drzewiaste występujące w formacjach zaroślowych, ich kwiaty zapylane są przez owady, u R. venustus przez kolibry.
Rośliny te bywają uprawiane jako ozdobne, do szczególnych walorów należą niebieskie pestkowce.

## Morfologia

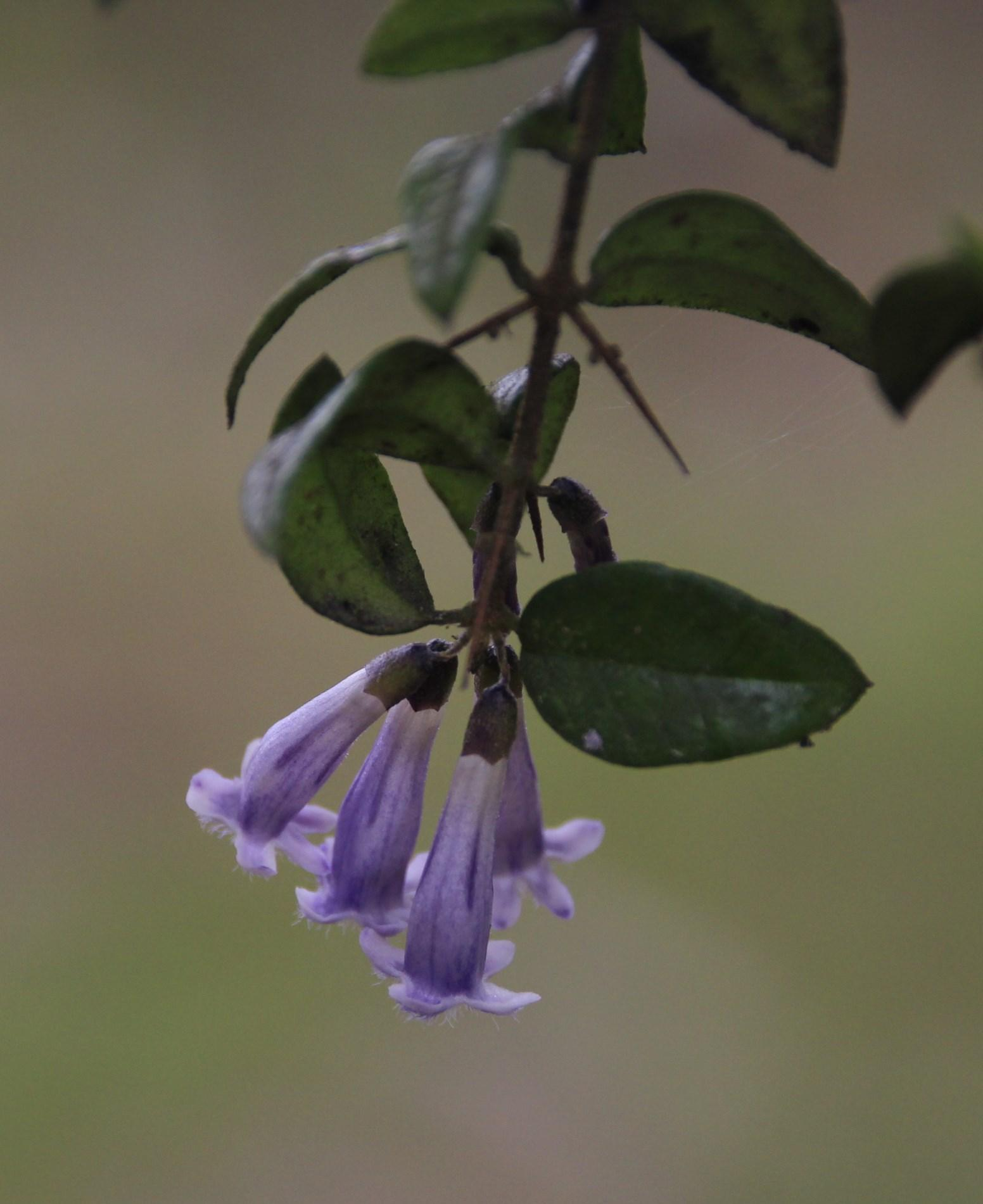
Rafitamnus niebieskoowocowy – kwiaty

PokrójNiskie drzewa i krzewy o wysokości do 8 m, silnie gałęziste, czasem cierniste, pędy bezwonne.
LiścieZimozielone, naprzeciwległe, czasem w okółkach po trzy, pojedyncze, piłkowane lub całobrzegie.
KwiatyPojedyncze lub zebrane po 2–3 w kątach liści, krótkoszypułkowe, wsparte drobnymi przysadkami. Kielich trwały, dzwonkowaty lub urnowaty, powstający z 5 działek w dole zrośniętych, na szczycie z 5 łatkami. Płatki korony niebieskofioletowe, w liczbie 4 lub 5, zrośnięte w rurkę. Pręciki są cztery, przyrośnięte do dolnej połowy rurki korony. Zalążnia górna, dwukomorowa, w każdej komorze z dwoma zalążkami. Szyjka słupka pojedyncza, na szczycie rozwidlona.
OwoceNiebieskie pestkowce z kilkoma twardymi pestkami otoczone trwałym kielichem.

## Systematyka
Rodzaj z rodziny werbenowatych Verbenaceae.
Wykaz gatunków
- Rhaphithamnus spinosus (Juss.) Moldenke – rafitamnus niebieskoowocowy[5]
- Rhaphithamnus venustus (Phil.) B.L.Rob.